# Decano (storia romana)
Il decano (dal greco deca, dieci, in latino decanus) era uno dei gradi della catena di comando dell'esercito romano.

## Storia e funzioni
Il decano, originariamente era il comandante del contubernium, l'unità militare più piccola dell'esercito romano, composta da soli otto legionari che condividevano la stessa tenda e da uno o più servi a servizio dei soldati. Il decano non deve essere confuso con il decurione, comandante del centurione per la cavalleria (Turma). Questo grado per l'esercito greco corrispondeva al rango di dekarchos.
A partire dal IV secolo, il decano diventò un messaggero al cospetto dell'Imperatrice romana. Furono inoltre anche delle guardie ai cancelli e nel VI secolo, Giovanni Lido li uguagliava ai littori antichi. Con il Klētorologion del 899, il decano ricoprì il ruolo di un funzionario di medio rango, al servizio del protasekretis (funzionario di elevato rango). Nella seconda metà del X secolo, con il De ceremoniis dell'imperatore bizantino Costantino VII Porfirogenito, il decano era responsabile dei documenti imperiali, quando l'imperatore non era a palazzo. Un'evidenza sfragistica riguardo al dekanoi bizantino è piuttosto rara, anche se in alcuni manoscritti vengono citate alcune differenze per l'aspetto variabile, a seconda dei loro incarichi.
Nell'ambito religioso, il termine ha diversi significati: nei monasteri si usa per riferirsi ad un capo di un gruppo di dieci monachi, per riferirsi ai funzionari subalterni di basso rango del Patriarcato ecumenico di Costantinopoli oppure per riferirsi ai fossores ecclesiastici (becchini).